# Trióxido de xenón
El trióxido de xenón, XeO3, es un compuesto inestable del xenón en su estado de oxidación (VI). Es un agente oxidante muy potente y libera oxígeno del agua lentamente, acelerado por la exposición a la luz solar. Es peligrosamente explosivo al entrar en contacto con materiales orgánicos. Al detonar, se descompone liberando gas xenón y oxígeno.

## Química
La síntesis de trióxido de xenón se lleva a cabo mediante hidrólisis acuosa del hexafluoruro de xenón, XeF6:
{\displaystyle {\ce {XeF6 + 3H2O -> XeO3 + 6HF}}}
Los cristales de trióxido de xenón resultantes son un potente agente oxidante y pueden oxidar la mayoría de las sustancias oxidables. Sin embargo, su acción es lenta, lo que reduce su utilidad. 
El trióxido de xenón es una sustancia muy inestable. Por encima de 25 °C, es muy propenso a explosiones violentas:
{\displaystyle {\ce {2XeO3 -> 2Xe + 3O2}}}   (ΔHr = −403 kJ / mol )
Al disolverse en agua se forma una solución ácida de ácido xénico , un ácido débil de pKa aproximadamente igual a 10:
{\displaystyle {\ce {XeO3(ac) + H2O -> H2XeO3}}}
{\displaystyle {\ce {H2XeO4 <=> H+ + HXeO4-}}}
Esta solución es estable a temperatura ambiente y carece de las propiedades explosivas del trióxido de xenón. Oxida cuantitativamente los ácidos carboxílicos a dióxido de carbono y agua.
Estas soluciones ácidas de ion perxenato  tienen propiedades fuertemente oxidantes llegando a convertir el ion manganoso (Mn(II)) en permanganato, MnO4-.  Aunque no es fácil determinar el potencial estándar de reducción, se ha estimado que aproximadamente el correspondiente a la semirreacción   
{\displaystyle {\ce {XeO3 + 6H+ +6e- <=> Xe + 3H2O}}}
es  Eº = 2.12 V, lo que indica claramente las poderosas propiedades oxidantes de  esta sustancia.
También se disuelve en soluciones alcalinas para formar xenatos, siendo el anión HXeO−
4  la especie predominante en las soluciones resultantes. Estos xenatos no son estables y dismutan  en perxenatos (estado de oxidación (VIII)) y gas xenón y oxígeno. Perxenatos sólidos que contienen XeO4−
6 han sido aislados mediante la reacción XeO
3 con una solución acuosa de hidróxidos. 
El trióxido de xenón reacciona con fluoruros inorgánicos como KF, RbF o CsF para formar sólidos estables tipo MXeO
3F.
Finalmente, el 15-corona-5 se coordina con el trióxido de xenón para dar un complejo estable a temperatura ambiente frente a choques mecánicos.

## Propiedades físicas
La hidrólisis del hexafluoruro o tetrafluoruro de xenón produce una solución a partir de la cual se pueden obtener cristales incoloros de XeO3 por evaporación. Los cristales son estables durante varios días si se mantienen en aire seco, pero absorben fácilmente el agua del aire húmedo para formar una solución concentrada. La estructura cristalina es ortorrómbica con a = 6,163 Å, b = 8,115 Å, c = 5,234 Å y 4 moléculas por celda unidad. La densidad es de 4,55 g/cm3.
|                                                                         |                            |                                   |
| Modelo de barra y esferas de parte de la estructura cristalina del XeO3 | Modelo de espacio completo | Geometría de coordinación de XeO3 |

## Seguridad
El XeO3 debe manejarse con mucha precaución. Las muestras pueden detonar, sin tocarlas, a temperatura ambiente. Los cristales secos reaccionan explosivamente con la celulosa.